# Luigi Scelzo
Luigi Scelzo (Castellammare di Stabia, 27 agosto 1880 – Roma, 30 giugno 1962) è stato un generale italiano, che prese parte agli studi e alla costruzione dei dirigibili, alla costruzione della vasca Froude, alla costruzione della galleria del vento e ad altre esperienze sulle eliche, sugli involucri, sulle valvole a gas e sui propulsori. Partecipò alla costruzione delle parti dei dirigibili, alle prove statiche e ai collaudi in officina e all'organizzazione e impianto di nuovi cantieri per dirigibili a Brindisi e a Tripoli (Libia). Fu pilota e collaudatore di dirigibili P.3, P.4, P.5, M.7, e M.5 introducendo innovazioni e perfezionamenti nelle attrezzature, nelle manovre e nel pilotaggio. Effettuò esperimenti nell'uso della telegrafia e nell'armamento dei velivoli, effettuando prove di tiro a bordo con mitragliatrici, cannoni, bombe e compilando istruzioni e norme. Ideò una torretta per mitragliatrici sul dorso del dell'involucro dei velivoli per la difesa contro gli attacchi dall'alto ed eseguì numerosi esperimenti relativi alla possibilità d'incendio, nel momento di apertura delle valvole del gas a contatto con il fuoco delle mitragliatrici.

## Biografia
Nacque a Castellammare di Stabia il 27 agosto 1880, figlio di Giacomo e Marianna Murolo. Arruolato nel Regio Esercito svolse il servizio militare come soldato di leva nel distretto di Nola e fu quindi posto in congedo illimitato. Nel 1900 si iscrisse alla Regia Accademia Militare di Artiglieria e Genio di Torino, da cui uscì con il grado di sottotenente dell'arma di artiglieria, frequentando la Scuola d'applicazione d'arma il 10 settembre 1903. Nel 1905 fu promosso tenente e assegnato al 2º Reggimento d'artiglieria costiera a La Spezia, dove, nel 1909 collaborò alla costruzione di un velivolo dello stesso tipo del Wright. Sul finire del 1908, ottenuta una licenza straordinaria per l'estero, si recò in Francia, alla Blériot, per visitare la Clement-Bayard, casa costruttrice di dirigibili e di motori assistendo a varie manovre di esercitazione. Nel febbraio 1910 entrò, come allievo pilota di dirigibile, presso la Brigata specialisti del genio (Scuola piloti di dirigibili) dove rimase fino al mese di agosto. Nel dicembre successivo fu assegnato al battaglione specialisti del genio dirigibili prestando servizio nel reparto esperienze aeronautiche e imbarcato, come pilota, vicecomandante sul dirigibile P.3 nel cantiere aeronautico di Boscomantico (provincia di Verona).
Lavorò alle dipendenze dei capitani Gaetano Arturo Crocco, Ottavio Ricaldoni e del tenente Emilio Munari. Nel corso del 1911, poco prima dello scoppio della guerra di Libia, prese parte alla organizzazione dei cantieri aeronautici di Verona e di Brindisi e nel mese di dicembre, sbarcato a Tripoli, allestì i dirigibili P.2 e P.3 che parteciparono alle operazioni di guerra. Fece parte come pilota, dell'equipaggio del dirigibile P.3 con cui eseguì la prima azione bellica di bombardamento il 5 marzo 1912. Dopo aver partecipato ad altre azioni belliche rientrò in Italia e fu assegnato allo Stabilimento esperienze e costruzioni aeronautiche di Vigna di Valle (Roma). Qui rimase per circa tre anni (dal 31 ottobre 1912 al 29 marzo 1915) con il compito di montare e collaudare i dirigibili oltre ad addestrare numerosi piloti e specialisti.
Nell'aprile del 1913 compì il primo volo lungo senza scalo da Vigna Valle a Boscomantico con il dirigibile P.5, nel giugno dello stesso anno il primo volo notturno con il dirigibile P.4 e il agosto il volo Vigna di Valle-Campalto (Venezia) sempre a bordo del P.4, della durata di 9 ore. Altri voli avvennero con i dirigibili dei tipi M e V. Il 4 giugno 1913 comandò e pilotò il dirigibile P.4 che trasportava il Re d'Italia, Vittorio Emanuele III in visita sul lago di Bracciano. Nel maggio del 1915 fu trasferito all'Istituto centrale di aeronautica e poco dopo divenne comandante della Sezione tecnica dell'aviazione (Direzione tecnica dell'aviazione militare) presso la sede distaccata di Milano. Nel mese di agosto, in piena prima guerra mondiale, assunse la direzione del Reparto produzione apparecchi e motori della Direzione tecnica dell'aviazione con sede a Torino. Nel dicembre successivo fu trasferito all'Istituto centrale aeronautico presso la sezione staccata di Torino, incaricato del montaggio, messa a punto e collaudo dei nuovi dirigibili serie M.5 e dell'addestramento degli equipaggi; inoltre gli fu affidato anche il compito di sorvegliare la costruzione di dirigibili presso l'industria privata: Officine Savigliano, cantiere aeronautico di Mirafiori, cantiere aeronautico di Campi Bisenzio, Cantiere aeronautico di Pontedera. Oltre allo M.5, mise a punto il primo prototipo di dirigibile d'alta quota, lo M.7, con il quale raggiunse la quota di 5.200 metri. Durante questo collaudo, avvenuto nell'agosto 1916, un temporale squarciò l'involucro e spezzò la struttura metallica, ma egli riuscì a riportare al campo il dirigibile e il suo equipaggio, e per questo ricevette un encomio. Nel dicembre 1916, raggiunto il territorio dichiarato in stato di guerra, prese il comando del III Cantiere aeronautico di Casarsa della Delizia (Pordenone) dove lavorò sui dirigibile modello M.10. Fu promosso maggiore nel febbraio 1917 e decorato con una seconda medaglia d'argento al valor militare per la sua attività come comandante dello M.10. Nel settembre di quell'anno fu trasferito alla Direzione tecnica dell'aviazione come direttore dell'Ufficio collaudi in volo dei velivoli. Nel novembre assunse l'incarico di organizzare i depositi e i rifornimenti territoriali, e per questo compito costituì la Direzione rifornimenti d'aviazione. Fu promosso tenente colonnello a scelta nel novembre 1918. Nel dicembre 1919 fu mandato a Parigi come ufficiale di collegamento, esperto di aeronautica, presso la Delegazione italiana impegnata nella Conferenza di pace di Parigi. Fu nominato vicepresidente, e poi presidente, della Delegazione italiana nella Commissione interalleata aeronautica di controllo in Germania (gennaio 1920) e presidente della Delegazione italiana nel Comitato interalleato aeronautico di garanzia, succeduto alla Commissione (dal maggio 1922 al settembre 1924). Tra il febbraio e il marzo 1921 lavorò a Parigi presso il Comitato militare di Versailles come esperto aeronautico, incaricato della redazione di parte del rapporto tecnico e d'esecuzione per la presa in carico dei materiali aeronautici ex tedeschi.
Durante la sua attività in Germania riuscì a trasferire la società Dornier a Marina di Pisa; non riuscì a fare altrettanto con la società Junkers perché fu allontanato dall'incarico nell'aprile del 1923. Durante l'incarico a Versailles viaggiò in Austria, Cecoslovacchia, Belgio, Inghilterra e Polonia, parlando correttamente il francese, il tedesco e l'inglese. Nel maggio 1924 lasciò l'Aeronautica in quanto messo a disposizione del Regio Esercito presso il 10º Reggimento artiglieria pesante campale di Palermo. Partecipò al concorso per 71 posti da ufficiale presso il Genio aeronautico (1º agosto 1923), e quindi chiese ed ottenne un periodo di aspettativa di due anni, dal 15 gennaio 1925 al 15 gennaio 1927. Nel settembre del 1926, in conseguenza alla definitiva approvazione, risultò nella graduatoria dei vincitori del concorso del 1923. Nel febbraio del 1927 fu promosso tenente colonnello del Genio aeronautico, ruolo ingegneri, e prestò servizio presso la Divisione servizi vari e approvvigionamenti (S.V.A.). Il 1º aprile 1928 prese servizio presso la Direzione superiore degli studi e delle esperienze (D.S.S.E.) di Roma. Fu promosso colonnello a scelta il 18 novembre 1928. Assegnato alla 1ª categoria Aeronautica nel 1933 fu trasferito presso il campo di aviazione di Furbara dove assunse il ruolo di comandante dell'Ufficio autonomo armamento, e poi, nel 1938,  dell'Ufficio centrale armamento. Tra il 1929 e il 1937 studiò numerosi brevetti riguardanti armi, bombe, siluri e congegni di utilizzo bellico. Tra il 1934 e il 1938 partecipò a esercitazioni belliche presso il campo di Furbara alla presenza di Mussolini, del feldmaresciallo Werner von Blomberg, del re Vittorio Emanuele III e di Hitler. Promosso maggiore generale nel 1935 e tenente generale nel 1938, fu sostituito nel suo incarico dal generale Ugo Delfino Pesce nel marzo 1940. Dal 1º maggio fu messo a disposizione del Ministero dell'aeronautica ed assegnato allo Stabilimento Costruzioni Aeronautiche. Il 20 maggio entrò a far parte della Commissione permanente per lo studio dei problemi della protezione e dell'offesa aerea dove rimase fino all'8 settembre 1943. Collocato a domanda in congedo speciale, anche se iscritto nel ruolo degli ufficiali, fu richiamato in servizio temporaneo dal 31 dicembre 1940. Fu posto in congedo per raggiunti limiti d'età con Decreto Luogotenenziale del 20 febbraio 1945. Nel periodo di lavoro alla Direzione superiore degli studi e delle esperienze (D.S.S.E.) e al campo di Furbara (1933-1940), studiò numerose invenzioni di armi e congegni militari, di cui circa una cinquantina vennero brevettati. Di questi brevetti 18 determinarono una causa contro l'amministrazione aeronautica, che si protrasse fino al 1961 e che lo impegnò per tutto il resto della sua vita. La causa verteva sull'espropriazione e sul vincolo al segreto da parte dello Stato di questi brevetti, senza che ad egli fosse stata corrisposta alcuna indennità o un rimborso delle spese da lui privatamente sostenute per il mantenimento in vigore dei brevetti stessi. Il processo iniziò dopo una serie di richieste poste da lui al Ministero e mai evase. Dal 1948 in poi si susseguirono diversi tentativi di accordi bonari (nel 1949 e nel 1952) tra le due parti, che non giunsero a buon fine. Il processo fu sospeso, anche per una denunzia penale per truffa a danno dell'Amministrazione aeronautica a suo carico e per falso ideologico in certificato amministrativo del generale Aldo Guglielmetti, archiviata successivamente nel febbraio 1954. Il 16 settembre 1961 la causa terminò a suo sfavore, ed egli si spense a Roma il 30 giugno 1962.

## Pubblicazioni
- Condizioni di tiro delle mitragliatrici, Provveditorato generale dello Stato Libreria, 1929.
- Analisi rapida dei tiri di mitragliatrici, con Giulio Andreoli, 1929.

### Fonti
1. 1 2 3 4 5 6 7 8 9 10 11 12 13 14 15 16 17 18 19 20 21 22 23 24  Museo della guerra.
2. 1 2 3 4 5 6 7 8  Mancini 1936, p. 548.
3. 1 2 3 4 5 6 7 8 9 10 11 12 13 14 15 16 17 18  Cultura Trentino.
4. ↑  Pesce 1982, p. 44.
5. ↑  Pesce 1982, p. 45.
6. ↑  Pesce 1982, p. 53.
7. ↑  Generals.